# Regulator liniowo-kwadratowy-Gaussa
Regulator liniowo-kwadratowy-Gaussa (LQG, ang. Linear-Quadratic-Gaussian) – w teorii sterowania, regulator bazujący na problemie sterowania liniowo-kwadratowego-Gaussa, który stanowi prawdopodobnie najbardziej fundamentalne zagadnienie sterowania optymalnego. Dotyczy on systemów liniowych działających w warunkach niepewności, narażonych na zakłócenia addytywnym białym szumem Gaussa, posiadających niekompletne informacje o stanie (np. nie wszystkie zmienne stanu są mierzone i dostępne dla sprzężenia zwrotnego) oraz poddanych optymalizacji z wykorzystaniem funkcji z kosztami kwadratowymi.
Rozwiązanie tego problemu jest jednoznaczne i określa sterowanie dla dynamicznego układu liniowego ze sprzężeniem zwrotnym, które można z łatwością obliczyć za pomocą komputera i wdrożyć do użytku. Regulator LQG jest także fundamentalnym rozwiązaniem dla optymalnego sterowania układami nieliniowymi, które poddawane są działaniu zakłóceń. Ważne jest również to, że regulacja LQG ma zastosowanie zarówno do systemów zmiennych w czasie jak i niezmiennych w czasie.
Regulator liniowo-kwadratowy-Gaussa jest kombinacją filtru Kalmana z regulatorem liniowo-kwadratowym. Zasada separacji gwarantuje, że obie te części można zaprojektować i wyliczyć na komputerze niezależnie.